# Damburneya bicolor
Damburneya bicolor (Rohwer) Trofimov & Rohwer – gatunek rośliny z rodziny wawrzynowatych (Lauraceae Juss.). Występuje endemicznie w Panamie. Znany jest tylko z jednej, niewielkiej subpopulacji ograniczającej się do pojedynczego lasu w Cerro Jefe w pobliżu Parku Narodowego Chagres. 

## Morfologia
PokrójZimozielone drzewo dorastające do 10 m wysokości.
LiścieMają eliptyczny kształt. Mierzą 3–6 cm długości. Nasada liścia jest rozwarta. Liść na brzegu jest całobrzegi. Wierzchołek jest spiczasty lub tępy. Ogonek liściowy jest nagi i dorasta do 3–6 mm długości.
KwiatySą zebrane w wiechy. Rozwijają się w kątach pędów. Dorastają do 5–8 cm długości. Płatki okwiatu pojedynczego mają eliptyczny kształt i białą barwę. Są niepozorne – mierzą 2–3 mm średnicy.

## Biologia i ekologia
Rośnie w lasach mglistych o dużej wilgotności. Występuje na wysokości od 800 do 1000 m n.p.m.

## Ochrona
W Czerwonej księdze gatunków zagrożonych został zaliczony do kategorii EN – gatunków zagrożonych wyginięciem. Obszar, na którym występuje, jest dobrze chroniony.